# Cedric Agnew
Cedric Agnew (ur. 11 grudnia 1986) – amerykański bokser kategorii półciężkiej.

## Kariera amatorska
W 2004 roku zdobył srebrny medal w wadze do 178ft. na popularnym turnieju – Golden Gloves. W tym samym roku zdobył złoty medal na mistrzostwach USA do lat 19. W 2005 startował na mistrzostwach USA, a w 2006 po raz kolejny na Golden Gloves, ale odpadł w początkowej fazie.

## Kariera zawodowa
Jako zawodowiec zadebiutował 13 stycznia 2007 roku. Do końca 2012 roku stoczył 25 wygranych walk, zdobywając pasy: WBC Continental Americas i WBC USNBC. Wśród tych pokonanych znalazł się m.in. były pretendent do mistrzostwa świata, Rubin Williams czy brat Zaba Judaha, Daniel Judah.
12 kwietnia 2013 r. zmierzył się z dwukrotnym pretendentem do mistrzostwa świata, Yusafem Mackiem. Agnew zwyciężył jednogłośnie na punkty (120-108, 118-110, 115-113), zdobywając pas USBA w wadze półciężkiej.